# 石巻市立湊小学校避難所
『石巻市立湊小学校避難所』（いしのまきしりつみなとしょうがっこうひなんじょ）は、2012年のドキュメンタリー映画。東日本大震災の避難所の一つとなった石巻市立湊小学校で半年あまり避難者に寄り添い制作された。

## 概要
舞台は2011年3月11日に発生した東北地方太平洋沖地震（東日本大震災）により沿岸部が壊滅的な被害を受け、ピーク時には5万758人が避難所生活を余儀なくされた宮城県第二の都市である石巻市であり、避難所の1つとなった旧北上川に近い湊小学校を訪れた藤川佳三監督は何日かを共に過ごして「ずっと一緒に過ごさないとわからないことがたくさんあるのではないだろうか」と思い立ち、避難所が閉鎖される10月11日までの半年あまりをそこで泊まり込み、避難者の実情を映し出した。
2012年12月3日には第9回ドバイ国際映画祭で上映され、その後も中野区や新宿区、舞台となった石巻市、ロサンゼルス、フィレンツェなどで上映された。

2013年3月1日には書籍化（竹書房刊）された 。

## 関連書籍
- 石巻市立湊小学校避難所（2013年、竹書房）ISBN 4812493986